# Hervé Mazard
Pour les articles homonymes, voir Mazard.
Pas d'image ? Cliquez ici

a Compétitions nationales et continentales officielles uniquement.

b Matchs officiels uniquement.
Hervé Mazard, né le 18 décembre 1943 à Montbrun-des-Corbières, est un joueur international français de rugby à XIII évoluant au poste de deuxième ligne dans les années 1960 à 1970.
Natif des Corbières, Hervé Mazard intègre les sections jeunes du club de rugby à XIII du F.C. Lézignan. Entrecoupé d'un intermède militaire en début de carrière au R.C. Marseille, H. Mazard évolue durant neuf ans au F.C. Lézignan remportant à deux reprises la Coupe de France en 1966 et 1970, en évoluant aux côtés de son frère Patrick Mazard, Georges Aillères, Michel Maïque, Gilbert Benausse et Pierre Lacaze. Il rejoint en 1972 le XIII Limouxin d'Hervé Guiraud et Louis Bonnery avant de clore sa carrière à Saint-Jacques-de-Carcassonne XIII.
Ses performances remarquées en club l'amènent à être appelé entre 1966 et 1971 au sein de l'équipe de France au poste de deuxième ligne. Il participe à deux reprises à la Coupe du monde en 1968 et 1970, prenant une part active avec Jean Capdouze et Georges Aillères au beau parcours de la sélection en 1968 les emmenant en finale, perdue contre l'Australie. Sous ce même maillot bleu, il connaît des victoires contre la Grande-Bretagne et le pays de Galles.

## Biographie
Il se marie avec la fille de Vincent Cantoni, Michèle. Son frère, Patrick Mazard, est également joueur de rugby à XIII.

### 1968: finaliste de la Coupe du monde
En mai-juin 1968, l’Australie et la Nouvelle-Zélande organisent la quatrième édition de la Coupe du monde de rugby à XIII, compétition créée en 1954 sous l'impulsion de l'ancien président de la fédération française Paul Barrière en invitant les trois autres nations majeures de rugby à XIII : l'Australie, la Grande-Bretagne et la Nouvelle-Zélande. Ce concept est maintenu depuis à intervalle irrégulier avec ces quatre mêmes nations. Dans cette sélection française entraînée par Jep Lacoste, Hervé Mazard est intégré par le sélectionneur Antoine Jimenez au poste de deuxième ligne pour aux côtés de Adolphe Alésina, Francis de Nadai et Henri Marracq, et il s'y trouve l'unique Lézignanais de cette sélection,.
Hervé Mazard ne prend pas part au match d'ouverture de la Coupe du monde contre la Nouvelle-Zélande le 25 mai 1968 au Carlaw Park en banlieue d'Auckland devant près de 18 000 spectateurs où Henri Marracq et Francis de Nadaï lui sont préférés. L'adversaire néo-zélandais perd dès la 12e minute leur joueur Brian Lee, expulsé définitivement pour une manchette sur A. Ferren, et dut évoluer en infériorité numérique toute la rencontre. Le demi français Jean Capdouze livre alors un duel de buteurs contre son homologue Ernie Wiggs avant de marquer un essai à la suite d'une relance de Jean-Claude Cros et d'une percée de Jean-Pierre Lecompte épaulé par M. Molinier pour emmener J. Capdouze à marquer entre les poteaux. Dès lors, malgré une supériorité en mêlée fermée des Néo-Zélandais, la France conserve son avance jusqu'à la fin du match pour s'imposer 15-10.
Cette seconde rencontre face à la Grande-Bretagne s'avère être décisive pour une place en finale à la suite de la défaite de cette dernière face au grand favori australien, et dans laquelle H. Mazard, associé à H. Marracq, est aligné à la place de F. de Nadaï mis au repos. Programmée en Nouvelle-Zélande, les deux équipes s'affrontent le 1er juin 1968 au Carlaw Park devant près de 15 000 spectateurs. Un temps pluvieux sévit sur la pelouse qui rend impossible la tenue d'un jeu ordonné. Devant cette difficulté, les Britanniques mènent 2-0 à la mi-temps sur une pénalité de Bev Risman. Mais la seconde mi-temps tourne à l'avantage des Français forts d'un pack d'avants dominant et du jeu au pied de Jean Capdouze, Roger Garrigue et Jean-Pierre Clar, ils parviennent à s'imposer sur un essai de Jean-René Ledru pour porter le score final à 7-2. La France se qualifie pour la finale pour la seconde fois de son histoire après l'édition de 1954.
Effectif de l'équipe de France :
Pour la troisième rencontre de poule, la France va sur les terres australiennes après deux rencontres en Nouvelle-Zélande, celle-ci oppose les deux équipes qualifiées pour la finale le 8 juin 1968, la France et l'Australie. Afin de mieux préparer la finale qui se déroule deux jours après cette rencontre joué au Lang Park de Brisbane, les deux équipes font tourner leurs effectifs, et H. Mazard maintient sa place dans le XIII titulaire associé à A. Alésina. Ce match s'achève sur un score sévère pour la France qui est nettement battue 37-4 et amène l'Australie à se poser comme le grand favori de la finale,.
Après deux rencontres disputées en phase de poule, Francis de Nadai est préféré à H. Mazard pour intégrer le treize titulaire pour cette finale qui se déroule le 10 juin 1968 au Sydney Cricket Ground devant près de 54 000 spectateurs. Dans un stade acquis à sa cause, l'Australie, dirigée par la charnière Billy Smith et Bob Fulton, réalise une haute performance en dominant l'équipe de France grâce à un jeu varié, dynamique et une domination territoriale. Les Français subissent le jeu australien malgré la vaillance de sa défense. Battus 20-2, H. Mazard et la France terminent ainsi vice-champions du monde et espère entrevoir par cet exploit la volonté d'un renouveau du rugby à XIII dans son pays.

## Palmarès
- Collectif :
  - Vainqueur de la Coupe de France : 1966 et 1970 (Lézignan).
  - Finaliste de la Coupe de France : 1971 (Lézignan).

### Coupe du monde
| Édition         | Rang      | Résultats France | Résultats Mazard | Matchs Mazard |
| --------------- | --------- | ---------------- | ---------------- | ------------- |
| Australie 1968  | Finaliste | 2 v, 0 n, 2 d    | 1 v, 0 n, 1 d    | 2/4           |
| Angleterre 1970 | Troisième | 1 v, 0 n, 2 d    | 0 v, 0 n, 2 d    | 2/3           |

Légende : v = victoire ; n = match nul ; d = défaite.

### Détails en sélection
| 1.  | 5 mars 1966     | Grande-Bretagne  | 8-4   | Test-match     | Deuxième ligne | - | - | - | - |
| 2.  | 2 mars 1968     | Grande-Bretagne  | 8-19  | Test-match     | Deuxième ligne | 3 | 1 | - | - |
| 3.  | 2 juin 1968     | Grande-Bretagne  | 7-2   | Coupe du monde | Deuxième ligne | - | - | - | - |
| 4.  | 8 juin 1968     | Australie        | 4-37  | Coupe du monde | Deuxième ligne | - | - | - | - |
| 5.  | 2 février 1969  | Grande-Bretagne  | 13-9  | Test-match     | Deuxième ligne | - | - | - | - |
| 6.  | 9 mars 1969     | Pays de Galles   | 17-13 | Test-match     | Deuxième ligne | - | - | - | - |
| 7.  | 23 octobre 1969 | Pays de Galles   | 2-8   | Coupe d'Europe | Deuxième ligne | - | - | - | - |
| 8.  | 25 janvier 1970 | Pays de Galles   | 11-15 | Coupe d'Europe | Deuxième ligne | - | - | - | - |
| 9.  | 25 octobre 1970 | Nouvelle-Zélande | 15-16 | Coupe du monde | Deuxième ligne | - | - | - | - |
| 10. | 28 octobre 1970 | Grande-Bretagne  | 0-6   | Coupe du monde | Deuxième ligne | - | - | - | - |
| 11. | 17 mars 1971    | Grande-Bretagne  | 2-24  | Test-match     | Deuxième ligne | - | - | - | - |

### Détails en club
| Saison    | Saison        | Championnat           | Championnat | Coupe           | Coupe       | Sélection | Sélection | Sélection | Sélection | Sélection | Sélection | Sélection |
| Saison    | Saison        | Comp.                 | Class.      | Comp.           | Class.      | Comp.     | M         | Pts       | Ess.      | Buts      | Dp.       |           |
| --------- | ------------- | --------------------- | ----------- | --------------- | ----------- | --------- | --------- | --------- | --------- | --------- | --------- | --------- |
| 1963-1964 | FC Lézignan   | Championnat de France | 1/4 finale  | Coupe de France | 1/4 finale  |           |           |           |           |           |           |           |
| 1963-1964 | RC Marseille  | Championnat de France | 11e         | Coupe de France | 1/8 finale  |           |           |           |           |           |           |           |
| 1964-1965 | FC Lézignan   | Championnat de France | 1/4 finale  | Coupe de France | 1/4 finale  |           |           |           |           |           |           |           |
| 1965-1966 | FC Lézignan   | Championnat de France | 1/4 finale  | Coupe de France | Vainqueur   |           | 1         | -         | -         | -         | -         |           |
| 1966-1967 | FC Lézignan   | Championnat de France | 1/4 finale  | Coupe de France | 1/8 finale  |           |           |           |           |           |           |           |
| 1967-1968 | FC Lézignan   | Championnat de France | 1/4 finale  | Coupe de France | 1/4 finale  | CM        | 3         | 3         | 1         | -         | -         |           |
| 1968-1969 | FC Lézignan   | Championnat de France | 1/4 finale  | Coupe de France | 1/2 finale  |           | 2         | -         | -         | -         | -         |           |
| 1969-1970 | FC Lézignan   | Championnat de France | 1/2 finale  | Coupe de France | Vainqueur   | CE        | 2         | -         | -         | -         | -         |           |
| 1970-1971 | FC Lézignan   | Championnat de France | 10e         | Coupe de France | Finaliste   | CM        | 3         | -         | -         | -         | -         |           |
| 1971-1972 | FC Lézignan   | Championnat de France | 1/4 finale  | Coupe de France | 1/4 finale  |           |           |           |           |           |           |           |
| 1972-1973 | XIII Limouxin | Championnat de France | 1/2 finale  | Coupe de France | 1/8 finale  |           |           |           |           |           |           |           |
| 1973-1974 | XIII Limouxin | Championnat de France | 1/4 finale  | Coupe de France | 1/16 finale |           |           |           |           |           |           |           |
| 1974-1975 | XIII Limouxin | Championnat de France | 11e         | Coupe de France |             |           |           |           |           |           |           |           |
| 1975-1976 | St.-Jacques   | Championnat de France | 17e         | Coupe de France | 1/8 finale  |           |           |           |           |           |           |           |
| 1976-1977 | St.-Jacques   | Championnat de France | 18e         | Coupe de France |             |           |           |           |           |           |           |           |
| 1977-1978 | St.-Jacques   | Championnat de France | 1/4 finale  | Coupe de France | 1/4 finale  |           |           |           |           |           |           |           |
| 1978-1979 | St.-Jacques   | Championnat de France | 13e         | Coupe de France | 1/8 finale  |           |           |           |           |           |           |           |